# Cristina Matei
Cristina Matei (ur. 24 marca 1993) – rumuńska judoczka. Startowała w Pucharze Świata w 2010, 2014 i 2015. Wicemistrzyni igrzysk frankofońskich w 2013. Trzecia na mistrzostwach Rumunii w 2011 i 2012 roku.